# 제니튼
제니튼은 2009년 8월에 설립된 구강 전문기업이다. 서울대학교 치과 대학 출신 400여 명의 치과의사(전국 250여 개의 병·의원)가 모여 설립하였다. 치과 가맹 사업, 치과 기공 서비스 및 병원 경영 지원 사업과 치약, 치아 보강제 등의 구강 건강 용품을 연구·개발 생산하고 있다.